# كيفن سكوت (لاعب كرة قدم كندية)
كيفن سكوت هو لاعب كرة قدم كندية كندي، ولد في 17 يوليو 1983 في أوتاوا في كندا.